# Tuek Phos
Tuek Phos District (tiếng Khmer: ស្រុកទឹកផុស) là một huyện nằm ở tỉnh Kampong Chhnang, miền trung Campuchia.
Huyện được chia thành 8 xã (khum) và 67 làng (phum).